# Red (album de King Crimson)
Pour les articles homonymes, voir Red.
Albums de King Crimson
Starless and Bible Black
(1974) USA
(1975)
Red est le septième album studio de King Crimson, sorti le 6 octobre 1974. C'est leur dernier album sorti dans les années 1970, peu avant que Robert Fripp ne mette temporairement un terme au groupe.

## Histoire
En 1974, David Cross quitte le groupe, réduisant King Crimson au trio Fripp-Wetton-Bruford. Il participe néanmoins à l'enregistrement de l'album, de même que deux autres anciens membres du groupe, Mel Collins et Ian McDonald.
Bien que musicalement très proche de son prédécesseur Starless and Bible Black, la production de Red est très différente de celle des autres albums. Par exemple, bien que la guitare acoustique soit très présente sur les albums précédents, seuls quelques accords sont audibles sur Fallen Angel. De plus, Red se distingue par son utilisation prononcée d'overdubs de guitare. Sur le modèle de celui-ci, les futurs albums de King Crimson seront très marqués par l'usage d'overdubs et par l'absence de guitare acoustique.
Le 25 septembre 1974, deux mois avant la sortie de l'album, Robert Fripp annonce la fin du groupe. Red ne connaîtra donc pas de tournée de promotion.

## À propos de l'album
L'album est enregistré en juillet-août 1974 aux studios Olympic de Londres, hormis Providence, une improvisation en concert enregistrée au Palace Theatre de Providence le 30 juin. La version complète de cette improvisation est audible dans le coffret The Great Deceiver, et sur la version 40e anniversaire de l'album.
La première pièce, qui donne son titre à l'album, est un instrumental dans le style heavy metal, remarquable par la diversité des mesures  utilisées, notamment en 5/8, 7/8 et 4/4.
On peut remarquer dans One More Red Nightmare un son particulier de Bill Bruford : l'utilisation d'une cymbale ZilCo cassée. Ce son, si étrange et prenant, sera réutilisé dans l'album Fish Out of Water de Chris Squire, notamment sur la chanson Lucky Seven, ainsi que dans la tournée qu'il effectua en 1974 avec Gong. C'est l'une des caractéristiques de Bill Bruford : changer son « set » en fonction de la musique à jouer, et pourtant conserver ce son de caisse claire si unique. Red est un album où ce son si fameux est quelque peu délaissé.
Les paroles et la mélodie de Starless sont écrites par John Wetton. Elle doit initialement être la chanson-titre de l'album Starless and Bible Black, mais Fripp et Bruford s'y opposent, la chanson ne leur plaisant pas assez. À la place est utilisée une improvisation instrumentale jouée le 23 novembre 1973 au Concertgebouw d'Amsterdam (le concert a été intégralement publié sous le nom de The Night Watch en 1997). Toutefois, Starless est revue plus tard : ses paroles sont modifiées, une longue section instrumentale basée sur un riff de basse de Wetton est ajoutée, et c'est cette version qui est jouée en concert entre mars et juin 1974. (The Great Deceiver reprend certains de ces concerts). L'introduction, qui à l'origine fait intervenir le mellotron de David Cross, est reprise à la guitare avec de légères altérations de la mélodie de la part de Robert Fripp.

## Critiques et récompenses
Red, malgré les appréciations positives de la critique et du public, est le premier album de King Crimson à ne pas atteindre la 30e place des charts.
En 2001, Q magazine classa Red comme le 45e « album le plus lourd de tous les temps ».
La chanson-titre est classée 87e meilleure chanson avec guitare par le magazine Rolling Stone.

## Titres
| 1. | Red                    | Fripp                       | 6:16 |
| 2. | Fallen Angel           | Fripp, Palmer-James, Wetton | 6:03 |
| 3. | One More Red Nightmare | Fripp, Wetton               | 7:10 |

| 4. | Providence | Bruford, Cross, Fripp, Wetton               | 8:10  |
| 5. | Starless   | Bruford, Cross, Fripp, Palmer-James, Wetton | 12:16 |

## Rééditions
En 1989 puis en 2009 sont sorties des versions remasterisées de l'album. La première était une simple remasterisation de Robert Fripp, la seconde contient un CD sur lequel figurent trois titres bonus, ainsi qu'un DVD-A, créé par Steven Wilson (Porcupine Tree), contenant des prises alternatives des chansons et des enregistrements inédits.
| 1. | Red                                             | Fripp                                       | 6:16  |
| 2. | Fallen Angel                                    | Fripp, Palmer-James, Wetton                 | 6:03  |
| 3. | One More Red Nightmare                          | Fripp, Wetton                               | 7:10  |
| 4. | Providence                                      | Bruford, Cross, Fripp, Wetton               | 8:10  |
| 5. | Starless                                        | Bruford, Cross, Fripp, Palmer-James, Wetton | 12:16 |
| 6. | Red (pre-overdub trio version) (bonus)          | Fripp                                       | 6:27  |
| 7. | Fallen Angel (pre-overdub trio version) (bonus) | Fripp, Palmer-James, Wetton                 | 6:26  |
| 8. | Providence (unedited live version) (bonus)      | Bruford, Cross, Fripp, Wetton               | 10:04 |

## Musiciens
Selon le livret inclut avec le CD : 

### King Crimson
- Robert Fripp : guitares, mellotron
- John Wetton : basse, chant
- Bill Bruford : batterie, percussions

### Musiciens additionnels
- David Cross : violon
- Mel Collins : saxophone soprano
- Ian McDonald : saxophone alto
- Robin Miller : hautbois
- Marc Charig : cornet

## Production
- Production : King Crimson
- Ingénieur : George Chkiantz
- Assistant ingénieur : Rod Thear
- Équipement : Chris, Tex, Harvey & Peter Walmsley
- Jaquette : John Kosh
- Photographie : Gered Mankowitz